# José Suárez
(Nume spaniole: primul, numele de familie al tatălui: Suárez, al doilea, numele de familie al mamei: Sánchez)
José Suárez pe numele întreg José Lisardo Suárez Sánchez (n. 19 septembrie 1919, Trubia⁠(d), Asturia, Spania – d. 6 august 1981, Morea⁠(d), Asturia, Spania) a fost un actor spaniol de film.
Printre cele mai cunoscute filme ale sale se numără  Strada mare (1956), Sfidarea (1958), Magistratul și nu în ulimul rând Șapte oameni de aur (1965).

## Biografie
Suarez lucra ca mecanic de tren în 1944 când a fost descoperit de regizorul Gonzalo Delgrás și distribuit în filmul său Altar Mayor. După alte două filme cu el, Suarez a primit și roluri principale sub alți regizori. În anii 1950 a devenit unul dintre cei mai populari actori printre cinefile. Suarez a condus breasla actorilor spanioli și s-a orientat și pe piața internațională la mijlocul anilor 1950, locuind la Roma.
Aproximativ un deceniu mai târziu s-a întors în patria sa și datorită aspectului său distins a primit roluri de judecător, politician sau ofițer în filme de gen. În 1975, Suarez a realizat ultimul său film.
Suarez a primit medalia CEC în 1954 pentru Crimen Impossible și a câștigat medalia Cel mai bun actor la Festivalul de la San Sebastián din 1964.

## Filmografie selectivă
- 1944 Altar mayor, regia Gonzalo Delgrás
- 1947 Trece onzas de oro, regia Gonzalo Delgrás
- 1950 Brigada criminal, regia Ignacio F. Iquino
- 1951 Alba de América, regia Juan de Orduña
- 1954 ¿Crimen imposible?, regia César Fernández Ardavín
- 1956 Strada mare (Calle Mayor), regia Juan Antonio Bardem
- 1957 Batalionul din umbră (El batallón de las sombras), regia Manuel Mur Oti
- 1957 Le belle dell'aria, regia Mario Costa e Eduardo Manzanos Brochero
- 1958 Gli italiani sono matti, regia Duilio Coletti și Luis María Delgado
- 1958 Sfidarea (La sfida), regia Francesco Rosi
- 1959 I rivoltosi di Alcantara (Diego Corrientes), regia Antonio Isasi-Isasmendi
- 1959 Magistratul (Il magistrato), regia Luigi Zampa
- 1960 Cartagina în flăcări (Cartagine in fiamme), regia Carmine Gallone
- 1961 Scano Boa, regia Renato Dall'Ara
- 1963 Le verdi bandiere di Allah, regia Giacomo Gentilomo
- 1963 Lulu (El globo azul), regia Javier Setó
- 1963 El llanero, regia Jesús Franco
- 1964 La boda, regia Lucas Demare
- 1965 Șapte oameni de aur (Sette uomini d'oro), regia Marco Vicario
- 1966 Adio, Texas (Texas addio), regia Ferdinando Baldi
- 1967 Muori lentamente... te la godi di più (Mister Dynamit - Morgen küßt euch der Tod), regia Franz Josef Gottlieb
- 1968 María Isabel, regia Federico Curiel
- 1969 El taxi de los conflictos, regia Antonio Ozores și José Luis Sáenz de Heredia
- 1969 Prețul puterii (Il prezzo del potere), regia Tonino Valerii
- 1969 Cinque figli di cane, regia Alfio Caltabiano
- 1969 Il pistolero dell'Ave Maria, regia Ferdinando Baldi
- 1970 El amor de María Isabel, regia Federico Curiel
- 1972 Marianela, regia Angelino Fons
- 1972 Un motiv de a trăi, un motiv de a muri (Una ragione per vivere e una per morire), regia Tonino Valerii
- 1975 La trastienda, regia Jorge Grau

## Premii
- 1954 Medalia Círculo de Escritores Cinematográficos pentru cel mai bun actor, pentru filmul Crimen imposible;[2]
- 1955 Premiul Săptămânii Filmului de la Lisabona (Premio de la Semana de Cine de Lisboa) pentru filmul Condenados;
- 1957 Cel mai bun actor spaniol conform revistei (El de mejor actor español según la revista) Triunfo pentru filmul Strada mare;
- 1964 Cel mai bun actor al Festivalului de la San Sebastián pentru filmul La boda.